# Kosewo (gromada w powiecie mrągowskim)
Kosewo – dawna gromada, czyli najmniejsza jednostka podziału terytorialnego Polskiej Rzeczypospolitej Ludowej w latach 1954–1972.
Gromady, z gromadzkimi radami narodowymi (GRN) jako organami władzy najniższego stopnia na wsi, funkcjonowały od reformy reorganizującej administrację wiejską przeprowadzonej jesienią 1954 do momentu ich zniesienia z dniem 1 stycznia 1973, tym samym wypierając organizację gminną w latach 1954–1972.
Gromadę Kosewo z siedzibą GRN w Kosewie utworzono – jako jedną z 8759 gromad na obszarze Polski – w powiecie mrągowskim w woj. olsztyńskim na mocy uchwały nr 18 WRN w Olsztynie z dnia 4 października 1954. W skład jednostki weszły obszary dotychczasowych gromad Jakubowo i Probark ze zniesionej gminy Piecki oraz obszary dotychczasowych gromad Kosewo i Zawada ze zniesionej gminy Baranowo w tymże powiecie. Dla gromady ustalono 9 członków gromadzkiej rady narodowej.
1 stycznia 1958 do gromady Kosewo włączono wieś Śniodowo ze zniesionej gromady Muntowo w tymże powiecie.
Gromadę zniesiono 1 stycznia 1960, a jej obszar włączono do gromad Mrągowo (wsie Probark i Nowy Probark oraz PGR Probark), Baranowo (wsie Kosewo, Kosewo Górne, Śniodowo i Zawada oraz leśniczówkę Jeziorko)  i Piecki (wsie Probark Wielki, Probark Mały i Jakubowo, osadę Ostrów oraz leśniczówkę Żabieniec) w tymże powiecie.